# Slangetunge-ordenen
Slangetunge-ordenen (Ophioglossales) er monotypisk og har kun én familie, den nedennævnte.
| Familier |

- Slangetunge-familien (Ophioglossaceae)

- Wikimedia Commons har flere filer relateret til Slangetunge-ordenen

| Botanik | Spire Denne botanikartikel er en spire som bør udbygges. Du er velkommen til at hjælpe Wikipedia ved at udvide den. |